# ウキゴリ

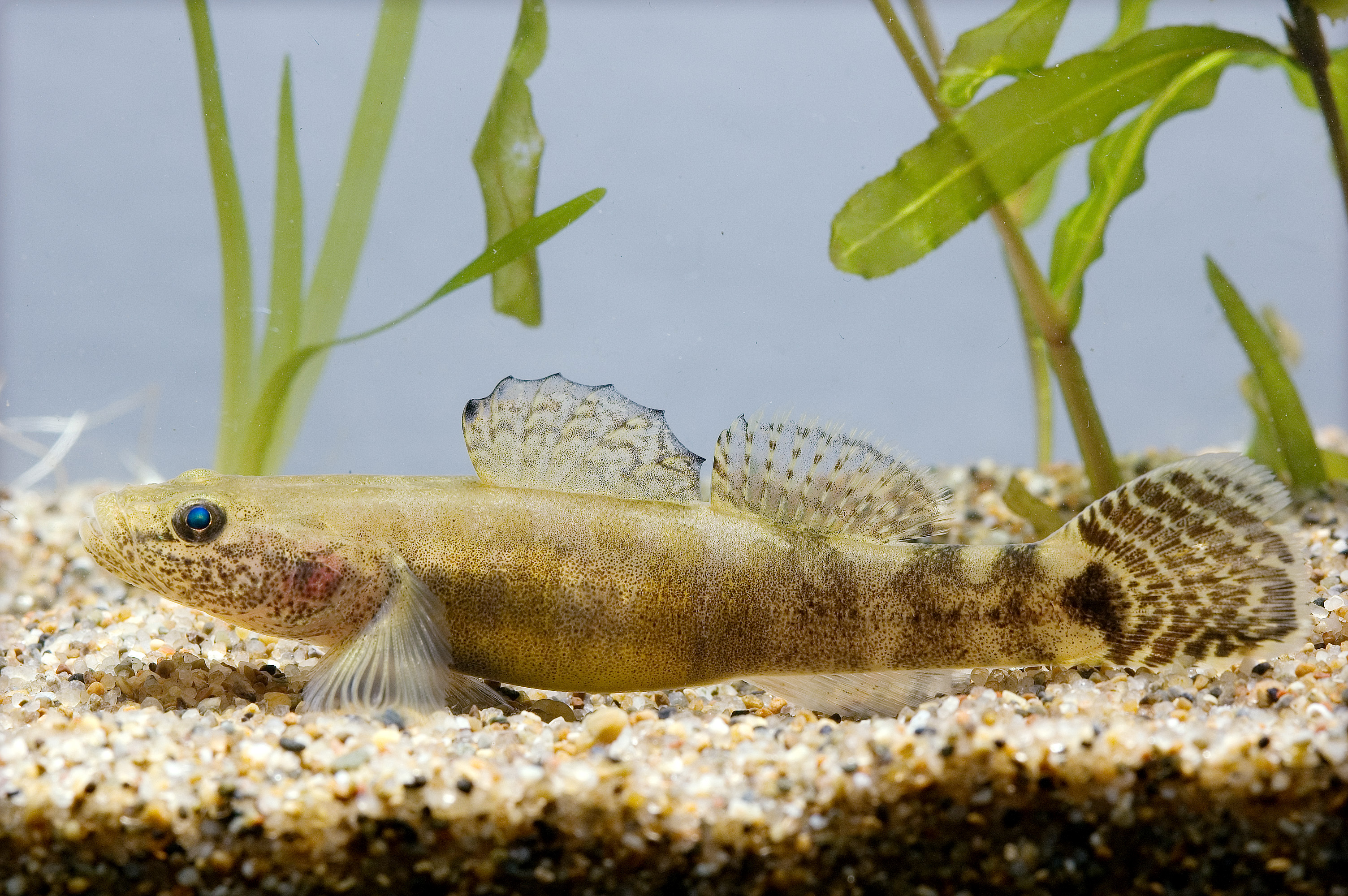
スミウキゴリ。第一背鰭後半部に黒斑がなく、脇腹の模様は尾部ほど濃い

ウキゴリ（浮鮴、浮吾里、学名 Gymnogobius urotaenia ）は、スズキ目ハゼ科に分類される魚の一種である。但しスミウキゴリ G. petschiliensis、シマウキゴリ G. opperiens、および琵琶湖固有種のイサザ G. isaza という3種の類似種が存在し、これらの総称として使われることもある（後述）。
日本とその周辺地域に分布する比較的大型のハゼで、川の中流・下流域で見られる。日本での地方名としてはゴリ（各地でのハゼ類の混称）・ゴダッペ（北海道）・エビグズ（山陰）などがある。

## 特徴
成魚は全長13センチメートルに達し、日本産のハゼとしてはかなり大型の部類である。体は円筒形だが頭部は上から押しつぶされたように縦扁し、逆に尾部は側扁する。体色は半透明の黄褐色で、全身に黒褐色の斑点がある。背中に5 - 6個の鞍状斑が並ぶが、第一背鰭の部分には斑点がない。脇腹から尾にかけて6 - 7個の大きな黒褐色斑と側線に沿って小さな黒点が並ぶ。第一背鰭の後半部と尾鰭の付け根に明瞭な黒斑点が一つずつある。第二背鰭と尾鰭は白黒の縞模様となる。鱗は細かく、手で触れるとぬめりがある。
樺太・北海道から九州・朝鮮半島まで分布する。択捉島・国後島・隠岐諸島・屋久島といった周辺島嶼からも記録されている。幼魚期を海で過ごす通し回遊を行うため、離島の川にも分布する。その一方で海の代わりに湖沼などで成長する陸封型も存在する。
成魚は川の中流域から汽水域にかけて生息し、流れが緩やかで水草が生えている区域に多い。成魚は一般的なハゼ類と同様に水底に腹をつけて生活するが、全長数センチメートル程度の若魚は水底から離れて中層をフワフワと泳ぐ習性がある。標準和名「ウキゴリ」もこの習性に因んだものである。食性は肉食性で、昆虫・甲殻類・小魚などの小動物を捕食する。
春の産卵期には成魚の体色が黒っぽくなり、さらにメスは腹部が黄色になる。オスは川底の石の下に産卵室を作り、メスを呼び込んで産卵させる。メスは産卵室の天井に産卵し、卵はブドウのような房状で天井から多数ぶら下がる。産卵・受精後はオスが巣に残り、孵化までの10日間ほど卵を保護する。仔魚は全長5 - 6ミリメートルほどで、川の流れに乗って湖沼や海に下り、全長3センチメートルほどになるまで成長する。成長した若魚は春から夏にかけて群れを成して川を遡上する。
通常は漁業対象にならないが、他の小魚と混獲されて佃煮や卵とじなどに利用されることがある。

## 類似種
ウキゴリにはスミウキゴリ、シマウキゴリという2種の類似種が存在する。これらの幼魚は同定が難しいが、成魚は第一背鰭の黒斑と脇腹の模様で区別がつく。ウキゴリ属 Gymnogobius の中では、この3種が比較的大型で淡水性が強い特徴がある。かつては、この3種は「ウキゴリ」1種の種内変異と見做され、ウキゴリが「ウキゴリ淡水型」、スミウキゴリが「ウキゴリ汽水型」、シマウキゴリが「ウキゴリ中流型」と呼ばれていた。
また琵琶湖固有種のイサザは、ウキゴリの陸封個体群から分化したものと考えられている。
スミウキゴリ G. petschiliensis (Rendahl,1924)
スミウキゴリ（墨浮鮴、floating goby、学名 Gymnogobius petschiliensis ）は、全長10センチメートルほど。第一背鰭に黒斑がない点で他の2種と容易に区別できる。また体側の斑点は脇腹が不明瞭で尾に近い3 - 4個ほどが明瞭になる。北海道南部から屋久島・壱岐・対馬・朝鮮半島に分布し、やや南方系の分布を示す。川の下流域に集中して生息する。ウキゴリと異なり陸封型は知られていない。
シマウキゴリ G. opperiens Stevenson,2002
シマウキゴリ（縞浮鮴、学名 Gymnogobius opperiens ）は、全長10センチメートルほど。背中の鞍状斑が多く、一つが第一背鰭を横切る。第一背鰭後半部に黒斑があるが、ウキゴリほど大きくない。分布域は本州北部（福井・茨城以北）・北海道・朝鮮半島で、北方系の分布を示す。成魚は流れがある川の中流域に多く生息する。スミウキゴリと同じく陸封型は知られていない。
イサザ G. isaza (Tanaka,1916)
全長8センチメートルほどで他種より小型。斑紋が全体的に不明瞭で尾柄が長い。琵琶湖固有種で湖から出ずに生活する。若魚のみならず成魚も採餌の際に中層まで浮上する。